# Кусаков, Сабир Мухаметгалеевич
Сабир Мухаметгалеевич Кусаков (20 февраля 1929 года — 9 августа 1994 года) — старший чабан маточного поголовья Зианчуринского овцеводческого совхоза БАССР, Герой Социалистического Труда.

## Биография
Сабир Мухаметгалеевич Кусаков родился 20 февраля 1929 году в д. Яныбаево Зианчуринского района БАССР. Умер 9 августа 1994 г. Образование — неполное среднее.
Трудиться начал в 1940 году помощником чабана Зианчуринского овцеводческого совхоза. С 1943 г. работал старшим чабаном, в 1951 г. переведен старшим чабаном маточного поголовья. В 1953 г. получил маточную отару овец в 800 голов и с этого времени добивался ежегодно хороших результатов. На каждые 100 овцематок в среднем из года в год получал и сохранял по 110—120 ягнят и добивался от 5 до 5,5 килограммов настрига шерсти. Благодаря применению передовых методов овцеводства в 1964 г. на каждые 100 овцематок получил и сохранил 124 ягненка, достиг настрига шерсти по 5,2 килограмма, в 1965 г. — 135 ягнят и 5,5 килограмма шерсти на одну овцу.
За достигнутые успехи в развитии животноводства, увеличении производства и заготовок мяса, молока, шерсти и другой продукции Указом Президиума Верховного Совета СССР от 22 марта 1966 г. С. М. Кусакову присвоено звание Героя Социалистического Труда.
Сабир Мухаметгалеевич работал старшим чабаном Зианчуринского совхоза до выхода на пенсию в марте 1986 года.
Скончался 9 августа 1994 года, похоронен на кладбище деревни Идельбаково.

## Награды
- Герой Социалистического Труда (1966)
- Награждён орденом Ленина